# Château de Neugebäu
Le château de Neugebäu est un château impérial autrichien édifié près de Vienne.

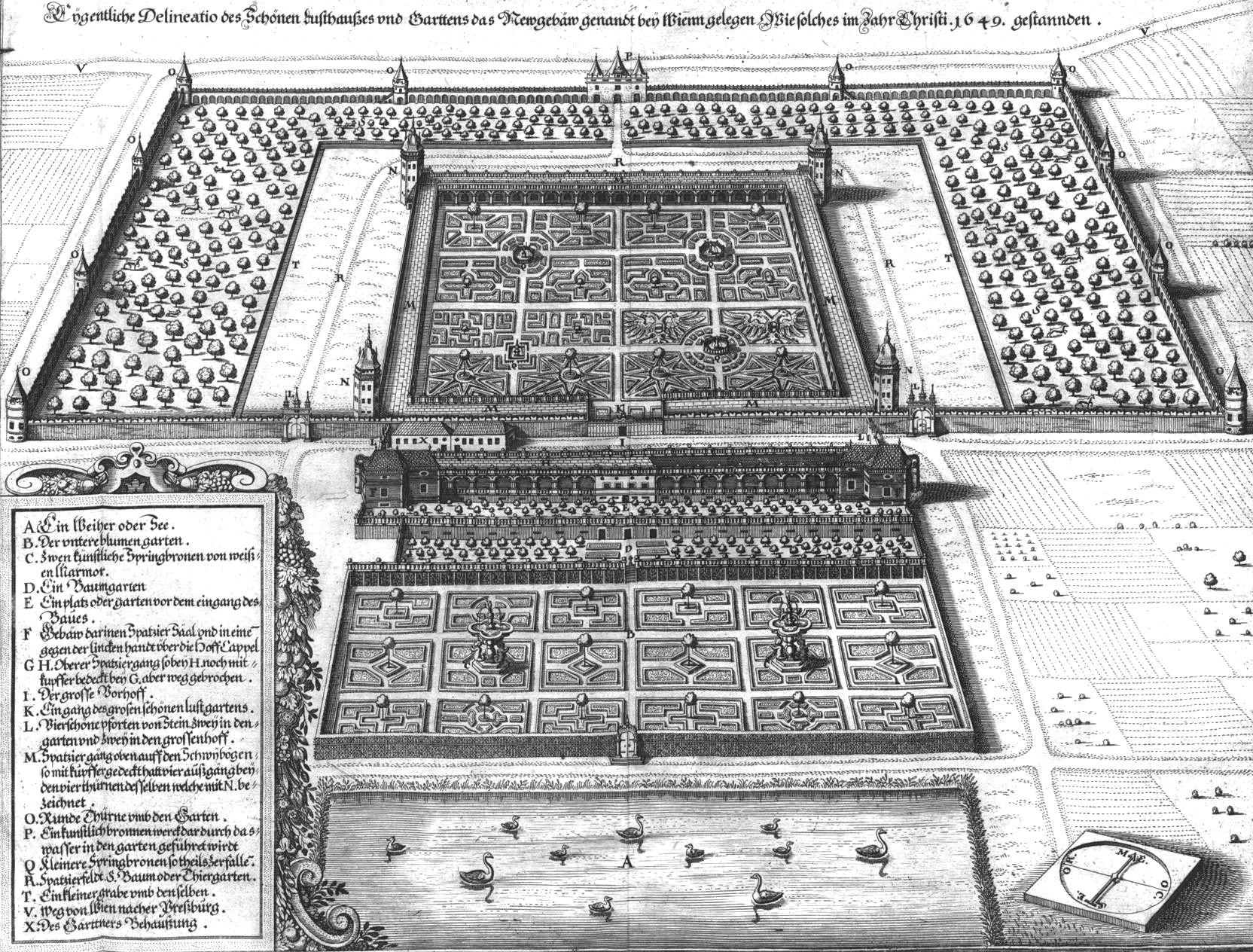
Le château de Neugebäu en 1649.